# Скрынников, Борис Михайлович
Борис Михайлович Скрынников (род. 17 июня 1956 года, село Клеповка, Воронежская область) — глава администрации города Воронеж в 2004—2008 годах.

## Биография
Родился 17 июня 1956 года в селе Клеповка Бутурлиновского района Воронежской области в семье учителей.
Окончил Воронежский лесотехнический институт по специальности инженер-механик, после чего в 1977—1979 годах проходил действительную военную службу в Таманской дивизии. Затем до 1989 года преподавал в Воронежском лесотехническом институте.
В 1986 году защитил диссертацию и получил учёную степень кандидата технических наук. В 1992 году окончил докторантуру Всесоюзного НИИ механизации сельского хозяйства ВАСХНИЛ. Член-корреспондент Инженерной академии, член Научно-технического общества Воронежской области. Автор 25 изобретений, права на доходы от внедрения которых он передал государству.
С 1992 года — директор АОЗТ «Тандэм»; потом до 1997 года работал председателем правления ВООСЗИ «Исток».
В марте 1997 года Борис Скрынников был избран депутатом Воронежской областной думы, возглавлял постоянную комиссию по законодательству, местному самоуправлению, безопасности и правам человека. С марта 2001 года до вступления в должность главы города Воронежа — заместитель председателя Воронежской областной думы.
На выборах 25 января 2004 года избран главой города Воронежа (ныне — городского округа город Воронеж), получив 23 % голосов избирателей, и 4 февраля 2004 года вступил в эту должность.
На выборах 2 марта 2008 года проиграл Сергею Колиуху, получив всего 5,8 % голосов избирателей.

## Общественная деятельность
Выдвинут в кандидаты Госдумы РФ 7 созыва от Патриотов России по региональной группе Воронеж 2 номером, но не избрался.